# 聖芳濟書院 (香港)

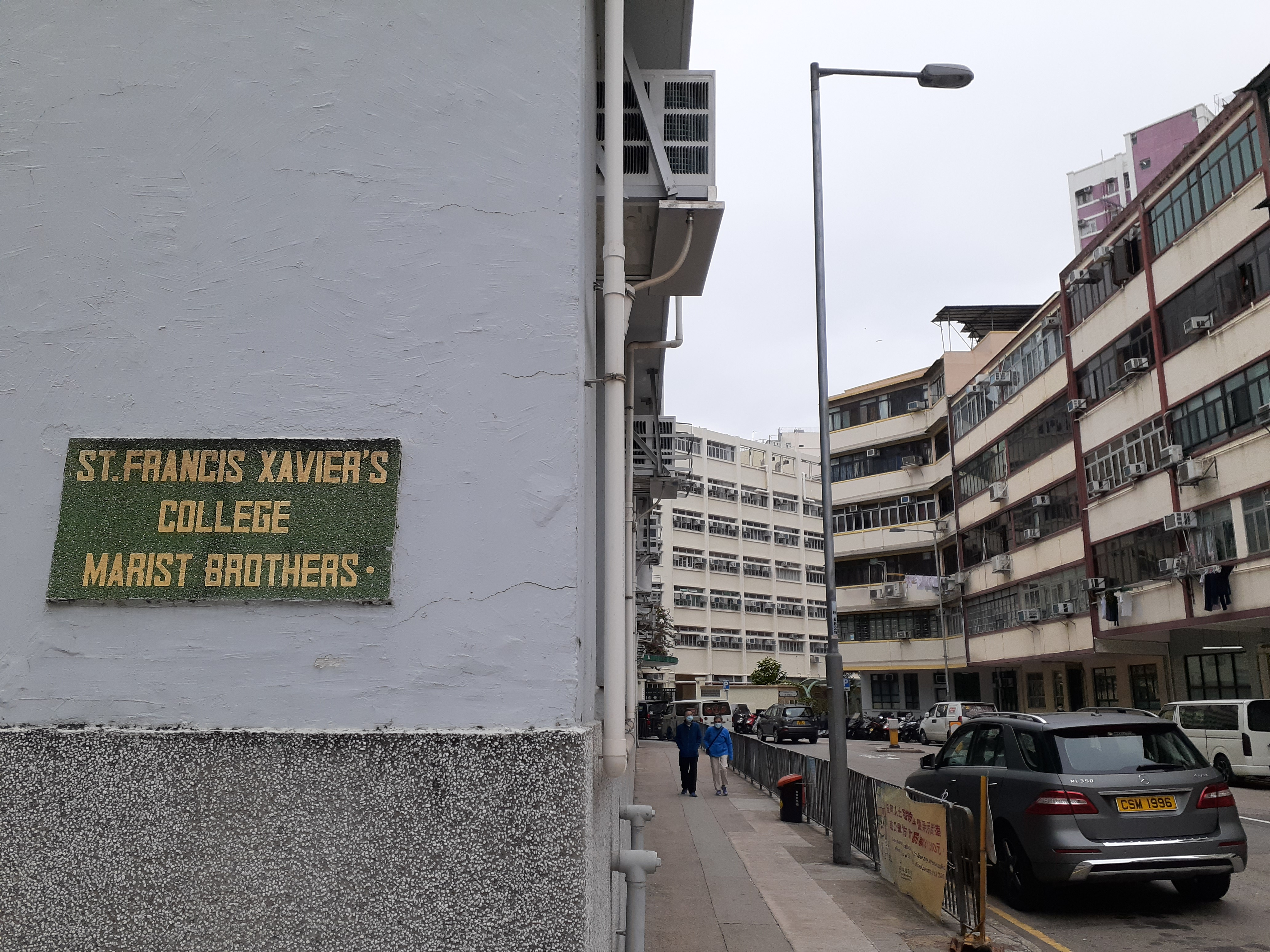
聖芳濟書院坐落於九龍油尖旺區大角咀詩歌舞街45號

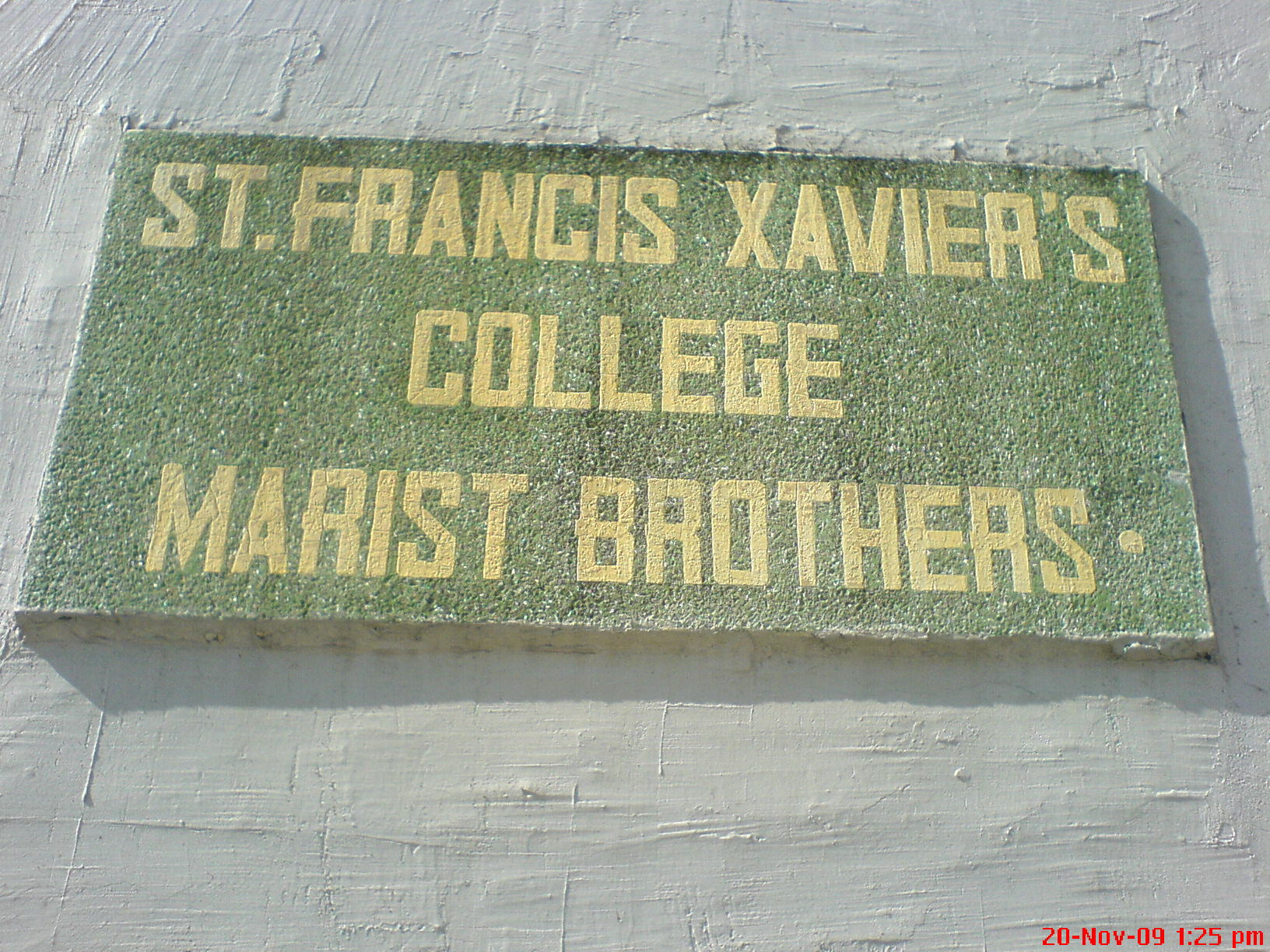
聖母昆仲會與聖芳濟書院的聯繫

聖芳濟書院（英語：St. Francis Xavier's College）自1955年創立後採用全英語教學，俗稱濟記或九濟，是一所位於九龍油尖旺區，由聖母昆仲會（F.M.S.）營辦的著名傳統天主教男子英文中學，該校學生習慣被稱為「濟記仔」或「Xaverian」，現任校長為梁文輝先生。聖芳濟書院的校友包括武打明星李小龍。

## 歷史

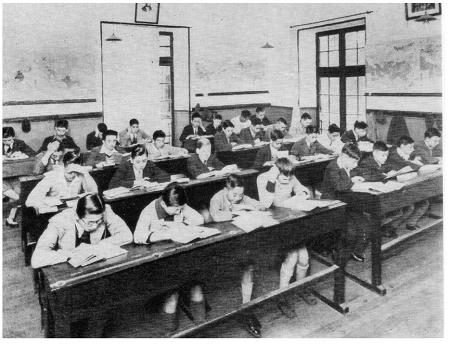
上海聖芳濟書院

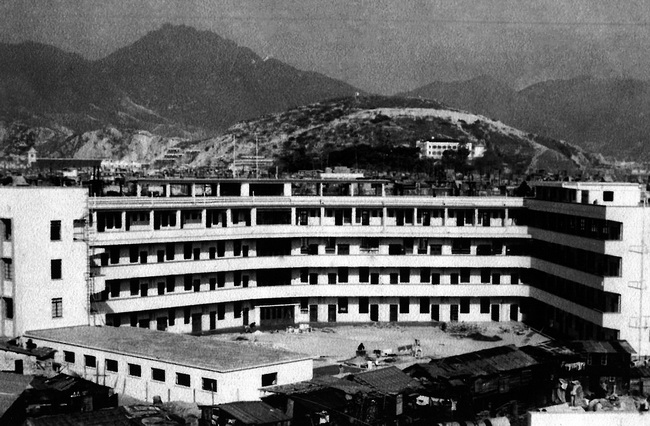
1956年的聖芳濟書院

1891年聖母小昆仲會進入中國地區，2年後至上海聖芳濟書院教學。因1949年中華人民共和國關閉教會學校，曾任教上海聖芳濟書院的修士搬遷至香港，1950年改至香港聖馬丁書院任教。
1955年12月9日，新建的學校啟用，為表示與上海母校（上海聖芳濟書院，即現在的上海北虹中學）的關係，便將學校命名為「聖芳濟書院」。

## 小班教學
50周年校慶期間發起籌資活動，2008年共籌得1000萬，部分資金規劃運用在增聘英文科教職人員，以低年級為目標推行英文科小班教學及資助學生參與課外活動。2010年配合香港教育局政策，推行自願優化減班計畫，逐漸減少招生人數及每班人數，實施全科小班教學，其經費支應來自教育局及聖芳濟書院基金會。因推行小班教學緣故，對某些器材的需求較小，有利於推行與電子學習學校支援計畫相關的電子化教學。

## 宗旨
聖母昆仲會創辦人聖瑪塞林·尚巴納期望透過辦學達到向青少年傳教、用平等博愛精神提供教育及培養學生重視天主，發展能力貢獻社會以獲得豐盛生命等3個目標。

### 自律取向教育
學校推行三自理念，內涵包含自動自覺、自我控制、自重重人，期望學生可以學會自律。教師管教時要與學生一起成長並體諒學生需要，給予勸勉，減少懲罰且用非高姿態的方式處理學生。

## 傳統

### 祈禱活動
學生保留每天祈禱的傳統。通常情況下，在早會上由天主教教師或各級同學帶領全校祈禱，頌唸天主經或聖母經等經文，並於最後加上聖母小昆仲會獨有的一節：

|  | 領：Saint Marcellin Champagnat, 答：Pray for us; 領：Saint Francis Xavier, 答：Pray for us. |

### 聖芳濟精神
就讀於聖芳濟書院的學生會被稱為「濟記仔」。早期，Xaverian會被拼寫成Xavierian，但由於有礙發音，字母"i"最終被省略。
在七十至八十年代，學生與舊生之間常提倡「四海之內皆兄弟」的概念，以表示學校內各人的密切關係。其後，由八十年代至今，則強調「Once a Xaverian, Always a Xaverian」，表示學生與學校之間的關係。
修會注重教師能否體現修會教育的五大支柱，包括「天主的臨在」、「簡樸卑微」、「一家人」、「對工作的愛」，「效法聖母」。

### 校慶
該校有兩個校慶，為12月3日及6月6日。其來由是為了分別紀念學校主保聖人聖方濟·沙勿略及聖母昆仲會創始人聖馬塞林尚巴納的死忌。

### 校訓
（溫良剛毅），其中Gentle in Manner字體採用綠色，意在重視他人的權益及避免傷害他人，而綠色象徵植物難以被發覺的溫良生長及難以被阻擋的堅毅等特性，由內而發且持久；Resolute in Action字體採用白色，意在可以用堅定態度從事有價值的事物，白色象徵純潔，沒有經過掩飾的自我，接納自身特質及不足，發揮自身才能。

### 校徽
在校徽的圖案意象中，SFX是學校簡稱；十字架象徵基督同時代指基督教；字母A、M代指Ave Maria（聖母萬福），十二顆星有圓滿的意思，十二顆星和A、M綜合意象代指聖母是完美受造物；書本代指知識；油燈代指光明；綠白斜紋代指希望與純潔。

### 校旗
會以一面三直間綠白（兩條綠色，一條白色位於中間）旗代表學校，上面寫上「SFX」三字，常見於學校比賽或刊物之上。
在2008年的一次學校改善工程後，綠白旗亦被收起，不再公開展示。

## 科目
校內教授的科別包含英文、中文、普通話、數學、通識教育、科學、物理、化學、生物、歷史、地理、經濟、宗教、商業、音樂、藝術，通識等。

## 學生組織
依照學校自身的區劃，學生組織分別有學生會、社（溫、良、剛、毅）、服務隊、校隊（體育、文化）、學會（學術、興趣）、宗教類及服務類。

### 規範
依申請表制式，學生可填具2個正選、1個備選和1個宗教類學生組織。學校要求中1至中3的所有學生至少參加1個校內組織，中4及中5不強制要求參加，但需要參與相關組織活動至少10小時。

## 其他聯繫

### 學校與耶穌會
聖芳濟書院以耶穌會始創人之一聖方濟·沙勿略命名。

## 學校結構
聖芳濟書院校地約3300平方公尺，一般教室27間，特殊教室12間，39間教室中的所有教室都裝設有空調、IT和視聽設備。在無障礙設施部分設有斜坡道、電梯及無障礙廁所。

## 職員

### 校長
- 1955年12月9日——聖芳濟書院創校，第一任校長為竇安寧修士[13]。
- 1963年5月——顧鴻勳修士（Rev. Bro. Vincent Kunert）接任第二任校長。
- 1971年8月——Rev. Bro. Gregory Seubert接任第三任校長。
- 1975年8月——魏岫山修士接任第四任校長。
- 1994年8月——第四任校長魏岫山修士退休，鍾振勇修士接任第五任校長。
- 2006年——第五任校長鍾振勇修士退休，袁志輝先生接任成為第一位世俗校長。
- 2010年——第六任校長袁志輝先生退休，由副校長何定先生接任第七任校長。
- 2013年8月——第七任校長何定先生退休，由副校長姚廣智先生接任第八任校長。
- 2021年9月——第八任校長姚廣智先生退休，由副校長梁文輝先生接任第九任校長。[14]

### 曾任教著名老師
- 許冠文任教科目英文及General Science，任教期間為提升薪資報讀香港中文大學增加自身經濟負擔，後因為經濟考量而轉職到香港無綫電視台[15]

## 校友會
聖芳濟書院設有校友會（SFXC Alumni Association），主要目的是促進校友間的情誼，會以辦理運動、比賽等其他活動達成聯誼效果。

## 校友
更多有關資訊可另見維基學院聖芳濟書院（香港）校友列表

## 刊物
- 1964年12月6日——第一代校報《文宬》（Athenaeum）出版。
- 1969年——第二代校報《聖芳濟學報》（Xaverian）出版。
- 1987年1月——第三代校報《芳泉》出版。

## 影視節目取景
- 2015年《踏血尋梅》，導演為荃灣聖芳濟中學校友翁子光[18]